# 医光寺 (桐生市)
医光寺（いこうじ）は、群馬県桐生市にある高野山真言宗の寺院。

## 歴史
820年（弘仁11年）、弘法大師空海によって開山された。空海が東国巡錫のおり、当地で自ら薬師如来像を彫って寺を創建した。その薬師如来の左手に持つ薬壺から丸薬が涌き出て病人を救ったことから、山号が「涌丸山」となっている。
群馬県の重要文化財に指定された「虚空蔵菩薩像」は、元々赤城山の小地蔵岳の堂に安置されていたが、後に当寺に移設した。
また、当寺には「赤堀道元の娘の帯」というものを所蔵している。赤堀道元の娘は16歳のとき、赤城神社に参拝したが、突然小沼に飛び込んだ。赤堀道元夫妻が人手をかき集めて大捜索した所、娘が現れて「自分は沼の主になった」と話して、二度と戻らなかったという伝説に基づく品である。

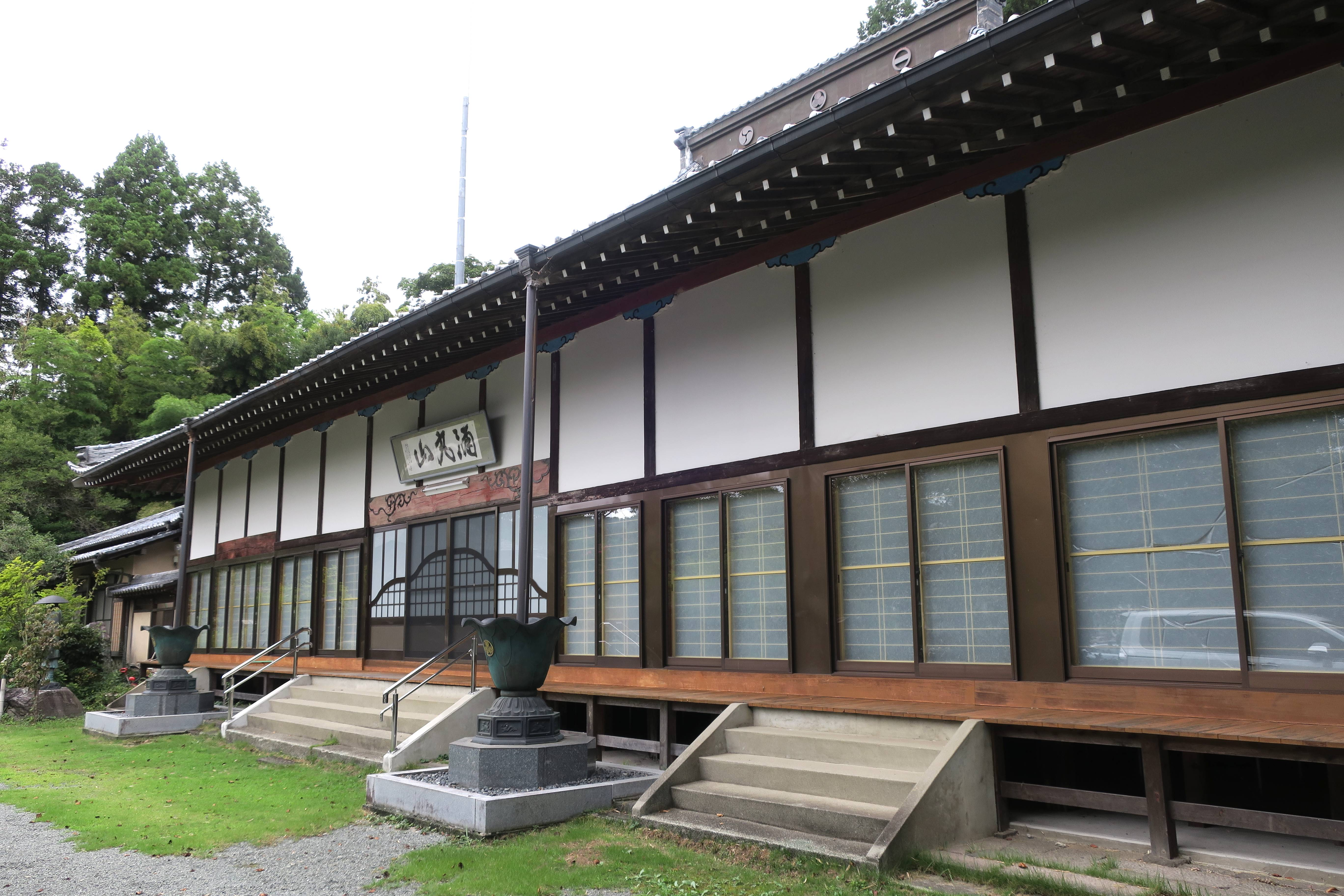
本堂
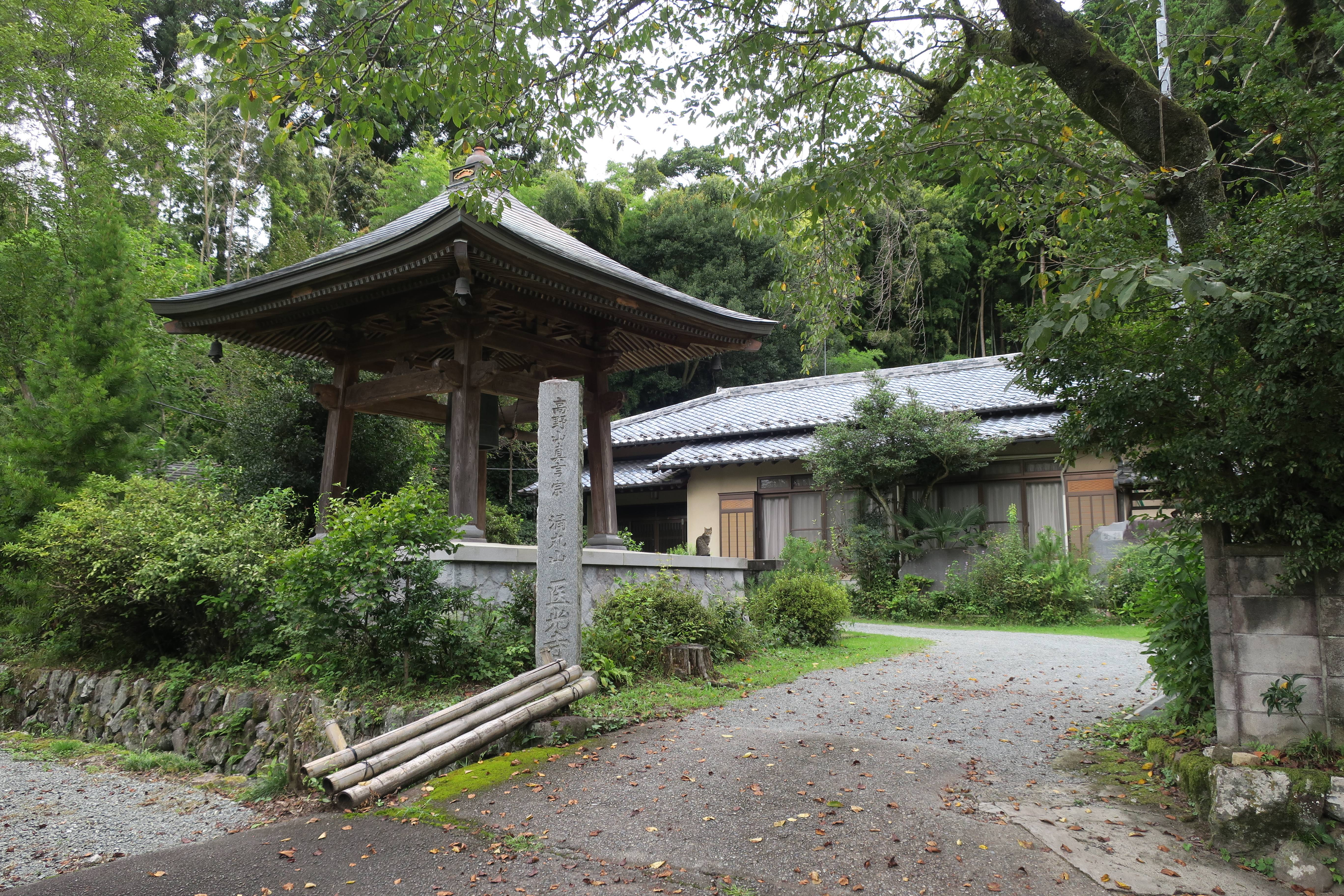
鐘楼
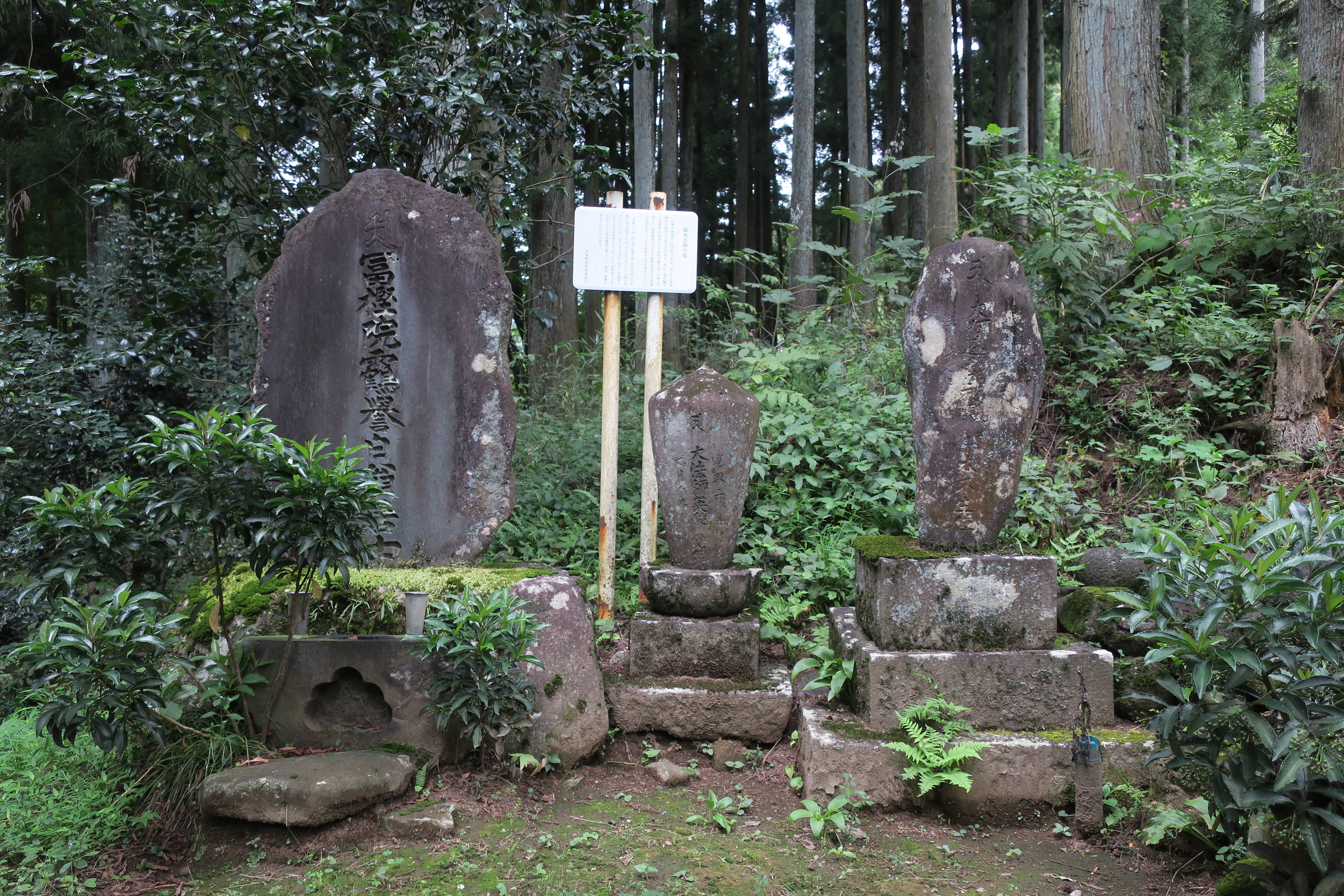
楳本法神の墓

## 文化財
- 虚空蔵菩薩像（群馬県指定重要文化財 昭和48年8月21日指定）[2]
- 紺紙金泥虚空蔵菩薩経（群馬県指定重要文化財 昭和48年8月21日指定）[2]

## 交通アクセス
- 水沼駅より車7分。